# Henrik Span
Heinrich "Henrik" Span (17. april 1634 i Oldendorf i Grevskabet Schaumburg – 27. december 1694 i København) var en dansk søofficer.

## Karriere

### I hollandsk og venetiansk tjeneste
Han var født i Oldendorf i Grevskabet Schaumburg, hvor hans fader, Bernhard Span, var bosat; Moderen hed Elisabeth Beichmann. Span kom allerede i en ung alder til søs, forældrene døde tidligt, og han havde da kun sig selv at stole på. Efter nogle koffardirejser, blandt andre til Guinea, under hvilke han en tid lang måtte udholde fangenskab i Frankrig, lykkedes det ham at vinde den ældre Tromps yndest; under denne admiral og senere under Michiel de Ruyter tjente han derefter i den hollandske orlogsflåde, hvor han efterhånden udviklede sig til en ualmindelig dygtig og modig sømand. I krigen 1652-54 mellem Holland og England deltog han i de forefaldne store søslag, gik derefter som overkonstabel i venetiansk søkrigstjeneste, hvor han samtidig med Cort Adeler under admiralerne Lorenzo Marcello og Lazzaro Mocenigo hæderligt deltog i krigen mod tyrkerne til 1658. Ved sin hjemkomst trådte Span på ny i hollandsk orlogstjeneste, var med Hollands hjælpeflåde i de danske farvande 1659 og kom hjem i august 1660. 1662-63 tilbragte span i de ostindiske farvande dels som styrmand, dels som skipper i den hollandske flåde, der kæmpede mod kineserne; han hjemsendtes med rapporter, førte derefter en gesandt ud til Kina med et skib, forblev her indtil fredslutningen i Peking, gjorde derefter en del rejser i de østasiatiske farvande og vendte endelig hjem 1671. Året efter udnævntes han til kaptajn i den hollandske flåde og udmærkede sig under Ruyter i søkampene mod englænderne.

### I dansk tjeneste
Efter fredslutningen 1674 gik han atter på togt til Ostindien, kom hjem 1676 og kaldtes da af Maarten Tromp, der i mellemtiden var trådt i spidsen for den danske marine, til at gøre tjeneste under ham. I foråret 1677 udnævntes han ifølge Johan Henrik Lützow til dansk orlogskaptajn (efter en anden opgivelse skal han i slaget på Køge Bugt have været kaptajnløjtnant); forinden havde han deltaget i 25 søslag.
I dansk tjeneste gjorde Span fortrinlig fyldest; vel kom han for sent til flåden til at deltage i Niels Juels slag ved Møn, men månedsdagen derpå viste han sig som en tapper chef i kampen på Køge Bugt, avancerede derefter til viceadmiral (fik bestalling herpå i januar 1680) og deltog i brandskatningen på Øland. 1678 indtrådte span som deputeret i Admiralitetskollegiet (med bestalling af 12. december 1680), deltog i ekspeditionen til Rügen, og året efter (1679) fulgte han hovedflåden, udmærkede sig i kampene ved Kalmarsund og ledede 20. juli det angreb, hvorved det svenske regalieskib Nyckelen blev ødelagt. Ved hjemsejlingen til København strandede dog hans skib Norske Løve på Bornholms kyst.

### Skibskonstruktør
Efter fredslutningen samme år ansattes han som tilsynsførende for Bremerholm, en stilling, der nærmere reguleredes, da han 1690 udnævntes til den ny post som Holmens chef.
Span havde indtil da haft opsyn med den engelske skibsbygmester, der arbejdede på Holmen 1687-90, og som var blevet afskediget som følge af samarbejdsvanskeligheder mellem ham og Span.
Med sin rige erfaring og sine solide kundskaber både i skibsbyggeri og artilleri viste han sig her meget virksom; han havde en væsentlig andel i anlægget af fæstningen Christiansø 1684, byggede en flydedok på Bremerholm og gav selv tegning til flere gode skibe: Han leverede tegninger til to orlogsskibe (linjeskibe) og tre fregatter, der alle blev bedømt som vellykkede. Span var den første, der her i landet byggede og konstruerede skibe efter matematiske principper og grafiske afbildninger. Han konstruerede desuden flydedokke, kanoner og mortérer. 1692 indførte Span en prøve for jern- som metalkanoner (kaldet "Spans prøve"), og den blev først forandret 1740.
Nyholm, som gennem 1680'erne var blevet dannet gennem opfyldning, blev 1690 taget i brug under Spans ivrige ledelse, ligesom han selv konstruerede det første skib, linjeskibet Dannebroge. Det blev konstrueret på Nyholm og søsat 1692.
Henrik Span fik også ansat den matematikkyndige Ole Judichær ved skibsbyggeriet, og sidstnævnte overtog konstruktionen af flådens skibe efter Spans bortgang. Det var Spans hensigt at opbygge et skibsbyggeri besat med danskere efter en periode med konstruktører af flere nationaliteter.

### Hæder
1683 avancerede han til admiral og erholdt det påfølgende år Dannebrogordenen. 1693 skænkede Christian V ham Hørbygård til belønning for hans gode tjeneste og ophøjede ham i adelsstanden. Span døde 27. december 1694; han var en af de få hollændere, der efter at være trådte i dansk tjeneste uforbeholdent og ærlig sluttede sig til deres nye fædreland, for hvilket han med sin djærve karakter og store dygtighed blev en god og nyttig borger.

## Ægteskaber
Span blev gift første gang ca. 1660 i Holland med Albertzie Claesdatter. Ægteskabet blev opløst 1674.
Span blev anden gang mellem 16. og 27. februar 1686 gift med Susanne Christine Schönbach (ca. 1657 i Kiel - 1722 på Hørbygård), datter af landkansler, dr.jur. Johann Christoph Schönbach (1616-1683) og Susanne Elisabeth Lange (1621-1673), men efterlod sig ingen sønner til at forplante navnet. Den ene af hans to døtre blev gift med konferensråd Christian Braem.
Han er begravet i Hørby Kirke, hvor et portrætmaleri menes af forestille Span. I samme kirke findes en portrætmedaljon på kisteplade.